# グレナデン・シロップ

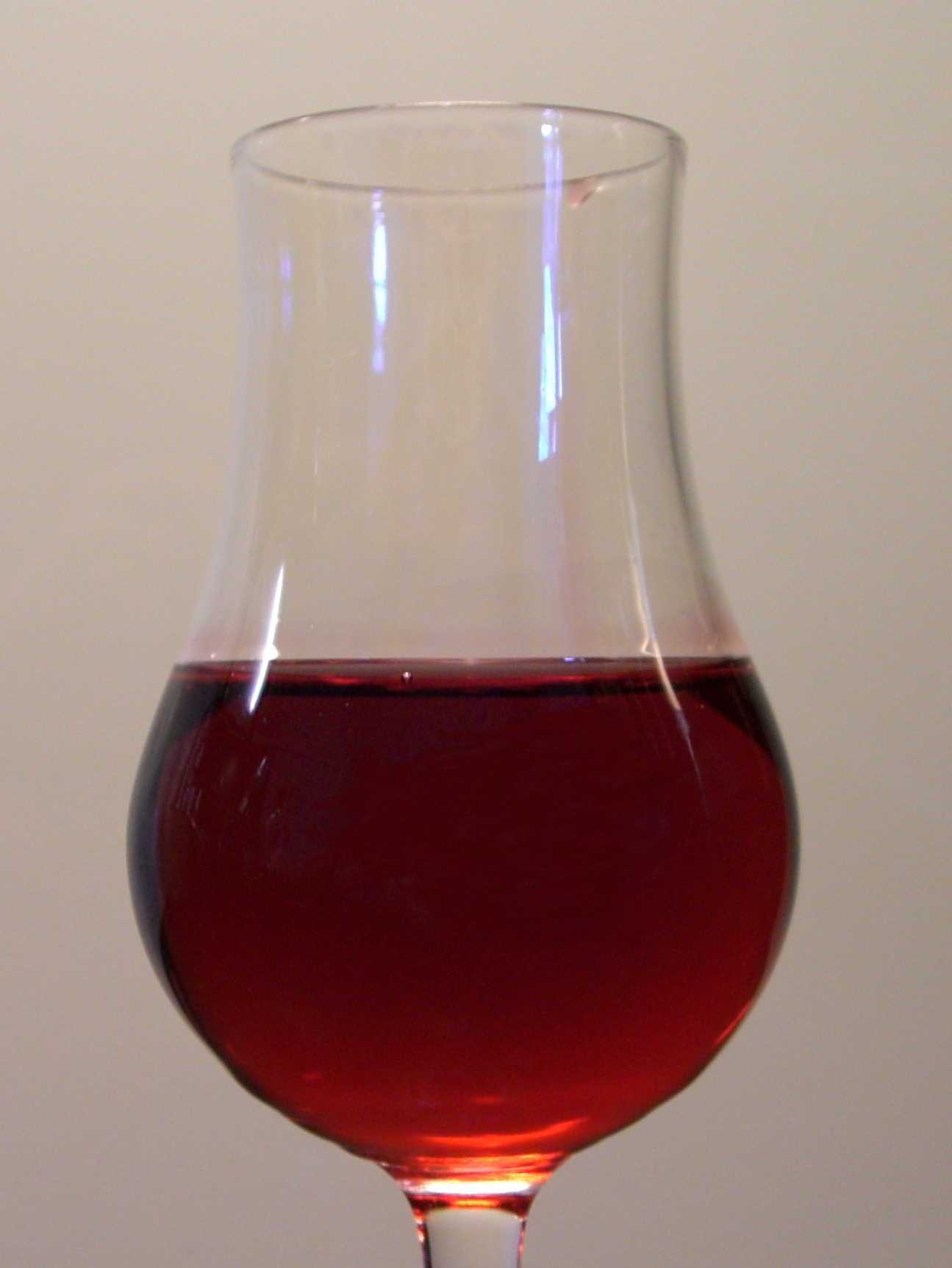
グラスに入ったグレナデン・シロップ

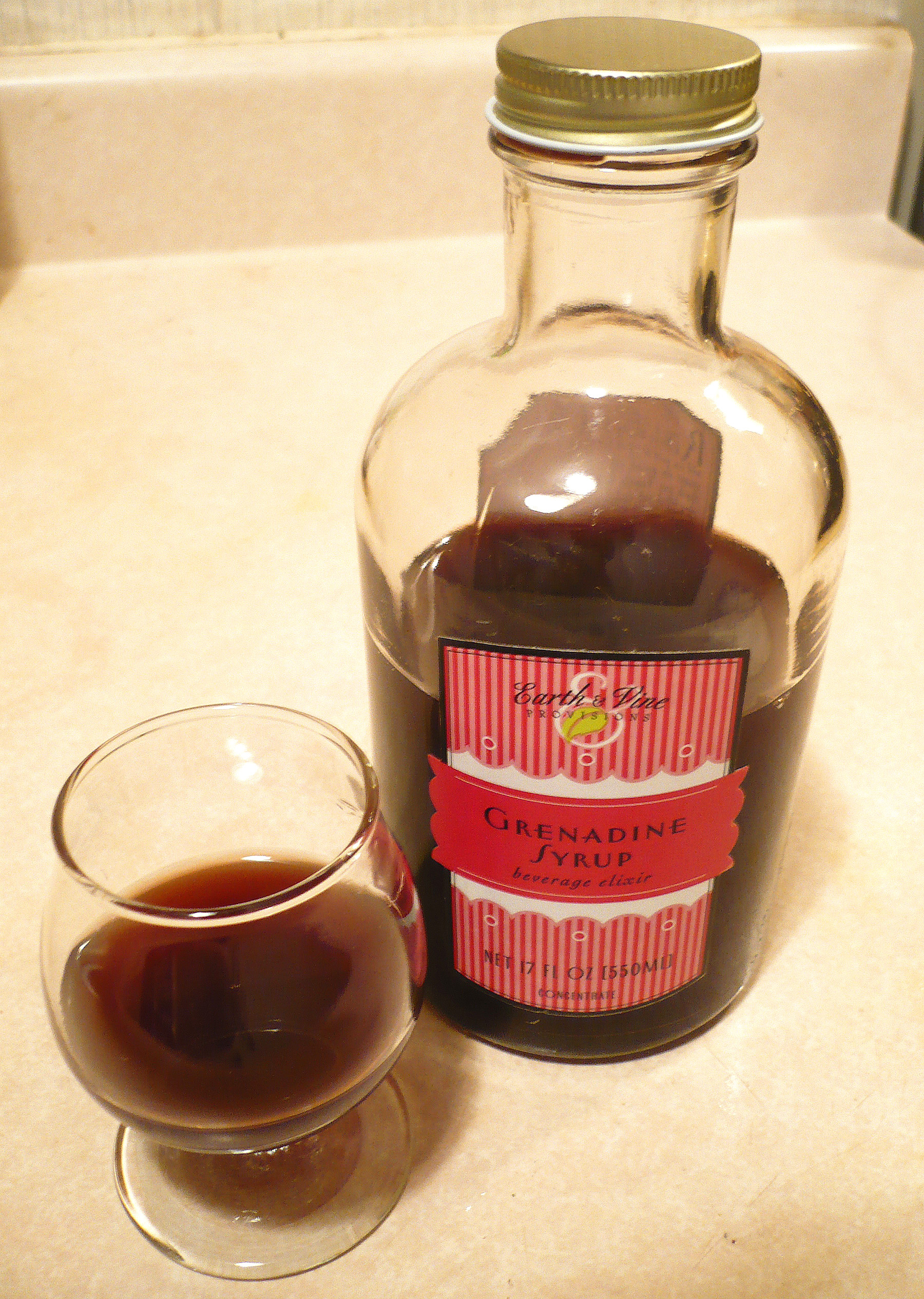
市販されている瓶詰めグレナデン・シロップ

グレナデン・シロップ (仏: sirop de grenadine、英: grenadine syrup) は、ザクロの果汁と砂糖からなるノンアルコールの赤いシロップ。赤い色はザクロに由来する。
最近のものは、ザクロは含まれておらず、キイチゴ、カシスやエルダーフラワーなどの果汁ならびに香料と砂糖によって作られている。
カクテルの材料として、味を深めるために、また、色合いに赤味を加えるために使われる。例えばボヘミアン・ドリームなどは、グレナデン・シロップの赤が前面に出ている。
なお、フランス語圏や日本では“グレナデンシロップ＝ザクロのシロップ”と考えられているが、英語圏では、複数のベリーを混ぜたシロップのことである。そのためモナン社のグレナデンシロップはラベルに複数のベリー系フルーツが描かれている。更にザクロのシロップは、グレナデンシロップとは別に「ポムグレナート・シロップ」がある。

## 名称
語源である grenadine（グルナディンヌ）はフランス語の grenade（グルナド、ザクロ）の指小形で、直訳すれば「ザクロから生まれたもの」という意味である。通常はこの1語でもザクロのシロップのことだが、この語自体にはシロップという意味はない。
なお、「Oldesloer Grenadin」（オルデスローエ・グレナディン）という、ザクロのリキュール（グレナデン・リキュール）もあるが、これはグレナデン・シロップとは別物である。こちらもカクテルの材料として使用されることがあるため、区別しなければならない。

## 保存
基本的には高温を避けて、涼しい場所に保管すれば良い。ただし、冷蔵庫の中のような低温に曝してしまうと、シロップ中の糖分が結晶化してしまうなどの問題が発生するため、そのような低温となる場所には保管しないことが望ましい。また、一度開栓するとカビが発生する可能性があるので、開栓後は早めに使い切ってしまう必要がある。なお、カビの発生などを防止するために、1割ほどウォッカを加えてしまう方法もある。しかし、ウォッカを添加した場合、ノンアルコールカクテルには使用できなくなってしまうという問題が発生するし、わずかではあるが他のカクテルのアルコール度数も上げてしまう。